# Slime and Punishment
Albums de Municipal Waste
The Fatal Feast
(2012) The Last Rager
(2019)
Slime and Punishment est le sixième album studio du groupe de crossover thrash américain Municipal Waste, sortie le 23 juin 2017.

## Liste des titres
| No  | Titre                                  | Durée |
| --- | -------------------------------------- | ----- |
| 1.  | Breathe Grease                         | 1:49  |
| 2.  | Enjoy the Night                        | 0:49  |
| 3.  | Dingy Situations                       | 1:39  |
| 4.  | Shrednecks                             | 2:16  |
| 5.  | Poison the Preacher                    | 2:01  |
| 6.  | Bourbon Discipline                     | 2:31  |
| 7.  | Parole Violators                       | 2:30  |
| 8.  | Slime and Punishment                   | 2:22  |
| 9.  | Amateur Sketch                         | 1:45  |
| 10. | Excessive Celebration                  | 1:29  |
| 11. | Low Tolerance                          | 2:21  |
| 12. | Under the Waste Command (instrumental) | 1:50  |
| 13. | Death Proof                            | 2:52  |
| 14. | Think Fast                             | 2:30  |

## Musiciens

### Municipal Waste
- Tony Foresta – chant
- Ryan Waste – guitare
- Nick Poulos – guitare
- Phil Hall – basse
- Dave Witte –  batterie

### Chanteurs invité
- Vinnie Stigma (sur Parole Violators)

### Production
- Produit par Municipal Waste
- Mixage et [Mastering] par Bill Metoyer
- Pochette par Andrei Bouzikov